# Xiphophorus variatus
Xiphophorus variatus (Meek, 1904), conosciuto comunemente come Platy variato, è un pesce d'acqua dolce appartenente alla famiglia Poeciliidae, sottofamiglia Poeciliinae.
.

## Distribuzione e habitat
Questo pesce è endemico del Messico, da Tamaulipas a Veracruz. Inserito nelle acque di Colombia, Costa Rica, USA, Hawaii, Hong Kong e Singapore (probabilmente per combattere le zanzare portatrici di malaria) è risultato potenzialmente infestante e pericoloso per l'ecosistema.

## Descrizione
Simile nell'aspetto a Xiphophorus maculatus, con il quale spesso è confuso (e a volte si incrocia generando ibridi fecondi), possiede un corpo allungato, con dorso arcuato e ventre tondeggiante. La testa è triangolare, con bocca piatta e larga, rivolta verso l'alto. Le pinne sono arrotondate, la pinna anale nel maschio è trasformata in organo copulatore (gonopodio). 

La livrea originaria prevede fondo grigio-verde, con 1-3 strisce orizzontali rossastre lungo i fianchi; le pinne sono trasparenti. La selezione umana ha creato numerose varietà dai colori sgargianti e dalle pinne allungate. 

Le dimensioni si attestano sui 7 cm di lunghezza.

## Riproduzione
La fecondazione è interna e avviene tramite il gonopodio presente negli esemplari maschili. La gestazione dura circa 24 giorni: alla scadenza la femmina partorisce fino ad un centinaio di avannotti già indipendenti.
Questa specie può incrociarsi tranquillamente con quelle affini, Xiphophorus Maculatus (Platy) e Xiphophorus Helleri (Portaspada), dando origine a ibridi fecondi.

## Alimentazione
X. variatus ha dieta onnivora: si nutre di alghe, insetti, vermi e piccoli crostacei.

## Acquariofilia
Insieme all'affine X. maculatus il Platy variato è uno dei più diffusi pesci d'acquario d'acqua dolce, allevato anche dai neofiti attratti dai bei colori sgargianti; nel corso dei decenni sono state selezionate dagli allevatori decine di varietà, con caratteristiche ben definite. Tuttavia la facilità di riproduzione permette un continuo cambiamento rispetto agli standard fissati dagli allevatori.
| Tuxedo | Tuxedo | Green Neon | Green Neon | Blue Neon Red Tail | Blue Neon Red Tail |
| --- | ------ | --- | ---------- | --- | ------------------ |
| Testa, e parte del dorso e dei fianchi giallo vivo, con chiazze nere che riempiono l'intero corpo del pesce in modo sempre più uniforme. La coda è rosso vivo. |        | Testa e dorso gialli, fianchi gialli con riflessi verdi, peduncolo caudale sfumato in rosso e pinna caudale rosso vivo. |            | Muso e ventre giallastro, corpo chiaro, blu argenteo con riflessi metallici e screziature più o meno scure, pinne rosse. |                    |